# Patricia Ziegler
Patricia Ziegler este un om de afaceri american și una din fondatorii companiilor de articole de modă Banana Republic (împreună cu soțul său Mel) și Republic of Tea (împreună cu Mel Ziegler și William Rosenzweig.